# ۱۴۳۲ (میلادی)
۱۴۳۲ (میلادی) هزار و چهارصد و سی و دومین سال تقویم میلادی است.

## درگذشتگان
‎